# Jean Duvernoy
Pour les articles homonymes, voir Duvernoy.
Jean Duvernoy, né le 1er janvier 1917 à Bourgoin-Jallieu et mort le 19 août 2010 à Saint-Jean-de-Luz, est un médiéviste et juriste français.

## Biographie
Docteur en droit et licencié ès lettres, il fut élu mainteneur de l'Académie des Jeux floraux de Toulouse en 1989.
Après s'être intéressé aux Vaudois, Jean Duvernoy est à partir de 1958 l'auteur de textes, de transcriptions et de traductions sur le catharisme et l'inquisition. Sa traduction en français du Registre d'Inquisition de Jacques Fournier est à l'origine du livre d'Emmanuel Le Roy Ladurie Montaillou, village occitan de 1294 à 1324. Son souci de trouver les sources (en particulier celles conservées au Vatican) a permis de donner une vision complète, et dégagée de tout ésotérisme, du mouvement religieux cathare.

## Publications
- Le Registre d'inquisition de Jacques Fournier, évêque de Pamiers, 1318-1325 : manuscrit Vat. latin no 4030 de la Bibliothèque vaticane, publié avec introduction et notes par Jean Duvernoy (3 volumes, 1965). Réédition : Tchou, Paris, 2004.
- Inquisition à Pamiers, interrogatoires de Jacques Fournier : 1318-1325, choisis, traduits du latin et présentés par Jean Duvernoy, 1966
- Chronique, [1203-1275], par Guillaume de Puylaurens, texte édité, traduit et annoté par Jean Duvernoy,  1976
- La religion des cathares, 1976[5]
- L'histoire des cathares, 1979
- Inquisition à Pamiers : cathares, juifs, lépreux, devant leurs juges, 1986
- Spirituels et béguins du Midi, par Raoul Manselli, traduction de Jean Duvernoy, 1989
- Cathares, vaudois et béguins : dissidents du pays d'Oc, 1994
- Chronique, 1229-1244 par Guillaume Pelhisson (de), texte édité, traduit et annoté par Jean Duvernoy, 1994
- Le Dossier de Montségur, interrogatoires d'inquisition, 1242-1247 traduit, annoté et présenté par Jean Duvernoy, 1998
- Les cathares, Jean Duvernoy, 1998
- Le procès de Bernard Délicieux, 1319, traduit, annoté et présenté par Jean Duvernoy, 2001
- L'Inquisition en Quercy : le registre des pénitences de Pierre Cellan, 1241-1242, préfacé, traduit du latin et annoté par Jean Duvernoy, 2001

## Hommages

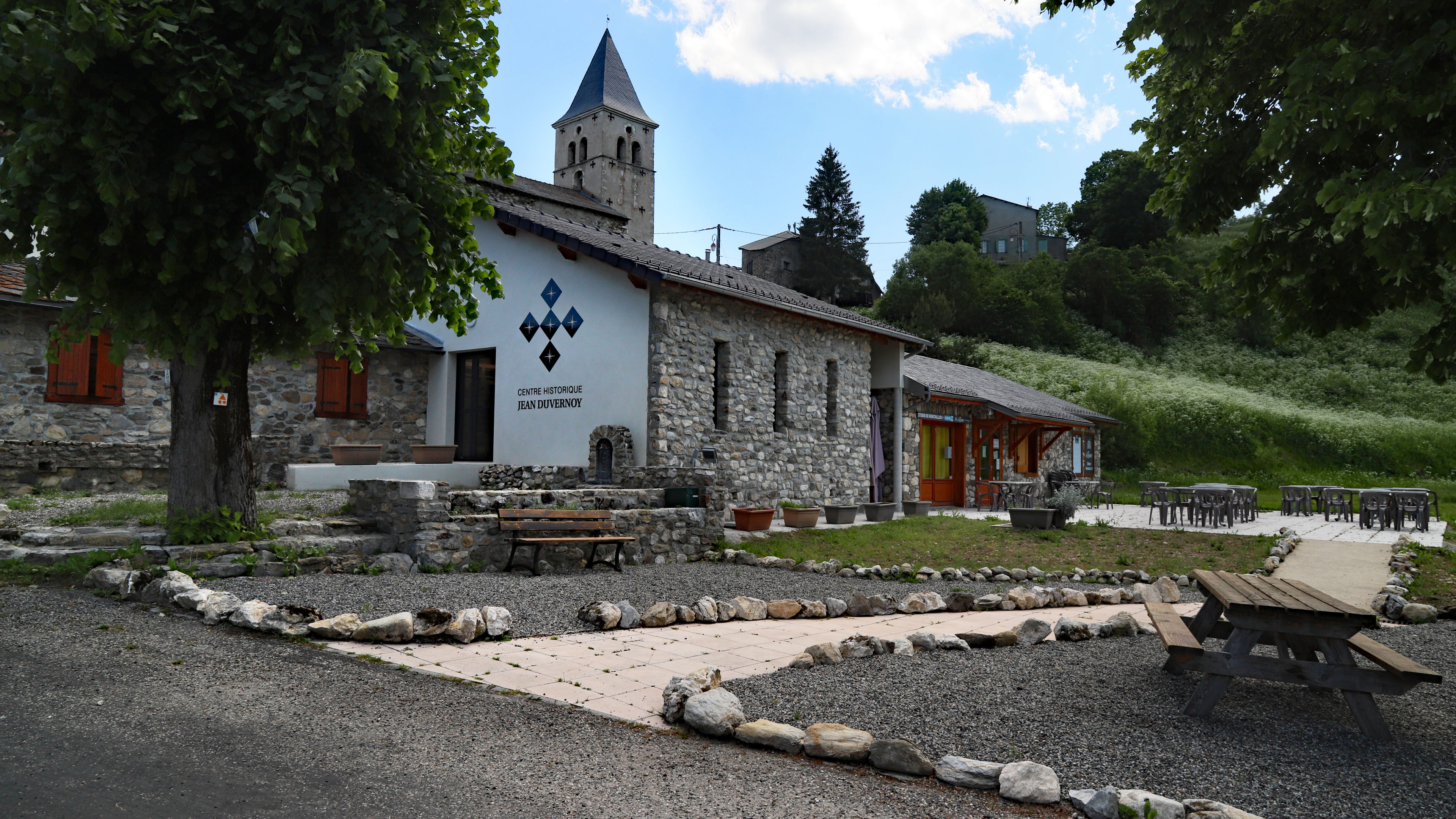
Le centre historique Jean Duvernoy à Montaillou.

Le centre historique Jean Duvernoy, ouvert en 2021 à Montaillou en Ariège, est un musée consacré à l'histoire de Montaillou, village pyrénéen au début au Moyen Âge.